# (19517) Robertocarlos
(19517) Robertocarlos ist ein Asteroid des mittleren Hauptgürtels, der am 18. September 1998 von dem belgischen Astronomen Eric Walter Elst am La-Silla-Observatorium der Europäischen Südsternwarte in Chile (IAU-Code 809) entdeckt wurde. Sichtungen des Asteroiden hatte es vorher schon am 13. April 1970 unter der vorläufigen Bezeichnung 1970 GM2 am chilenischen Observatorio Cerro El Roble gegeben sowie am 26. und 29. November 1994 (1994 WD2) am japanischen Kitami-Observatorium.
Der mittlere Durchmesser des Asteroiden wurde mit 11,137 km (± 0,204) bestimmt. Er hat mit einer Albedo von 0,089 (± 0,008) eine dunkle Oberfläche.
(19517) Robertocarlos wurde am 1. Juni 2007 nach dem brasilianischen Sänger Roberto Carlos (* 1941) benannt. Im Benennungstext besonders hervorgehoben wurde sein Lied „A Montanha“ aus dem Jahre 1972 sowie seine Auszeichnung im Jahre 1989 mit einem Grammy Award in der Kategorie Beste Latin-Pop-Darbietung.